# Phidippus dissimulator
Phidippus dissimulator är en spindelart som först beskrevs av Charles Athanase Walckenaer 1837.  Phidippus dissimulator ingår i släktet Phidippus och familjen hoppspindlar. Inga underarter finns listade i Catalogue of Life.